# Мечеть Явуз Султан Селим
Явуз Султан Селим джами (тур. Yavuz Sultan Selim Camii) — мечеть в городе Мангейм, Германия. Названная в честь султана Селима I, до 2008 года являлась самой большой мечетью в Германии. Может принять одновременно до 3 000 верующих..

## История
В середины 1950-х годов в Германии ощущалась нехватка рабочей силы. В 1961 году ФРГ и Турция подписали соглашение, согласно которому большое количество турецких рабочих переехало жить и работать в Германию. В 1972 на одном из заводов Мангейма появилась первая молитвенная комната, в которой турки-мусульмане могли совершать намаз.

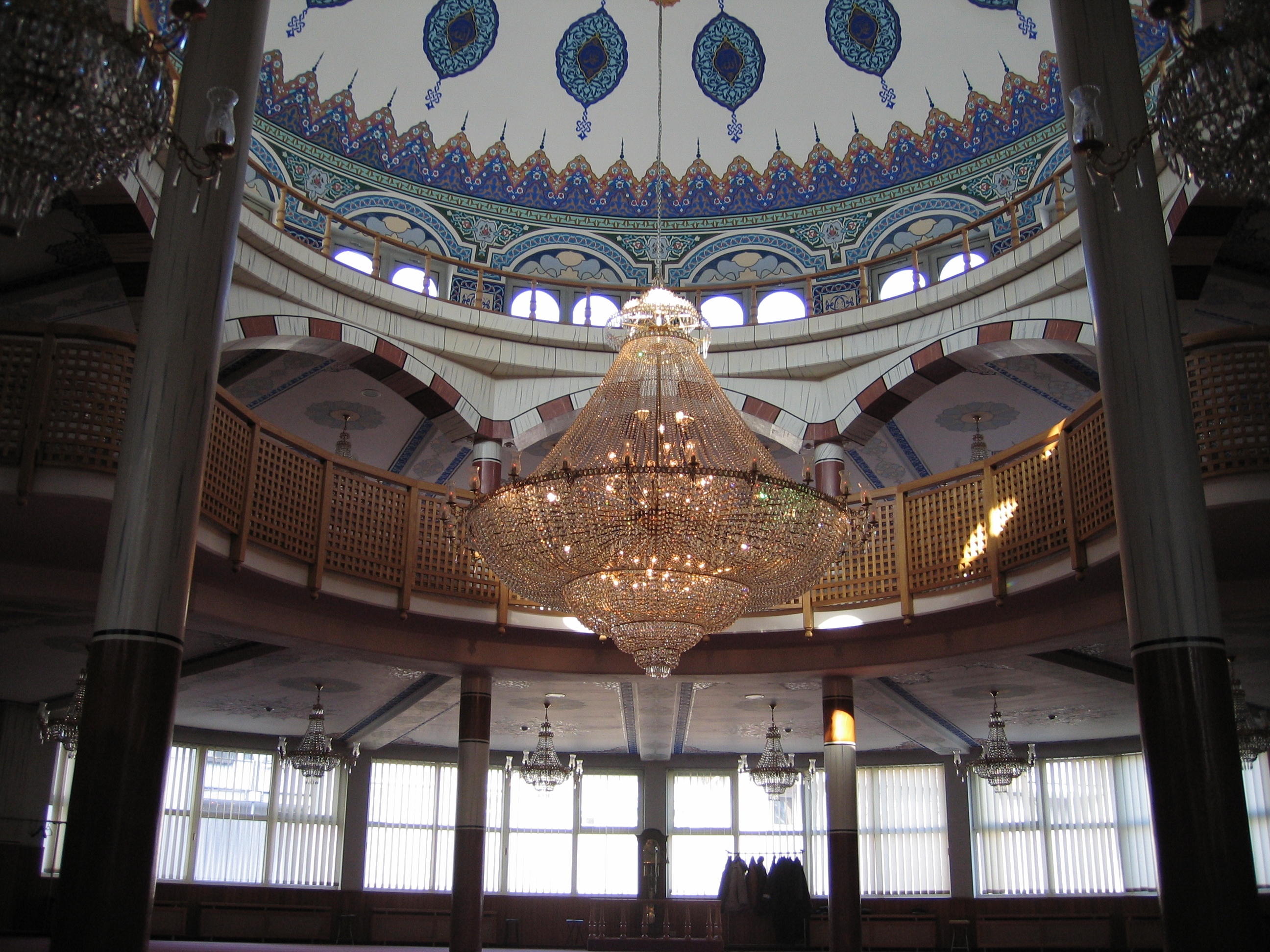
Внутренний вид

С 1984 года местная община мусульман стала искать место для строительства новой мечети. В 1992 году ей было выдано разрешение на строительство мечети и уже на следующий год был заложен первый камень в фундамент. После двух лет строительства, мечеть была открыта. Стоимость строительства мечети составила десять миллионов немецких марок, которые были собраны за счет пожертвований жителей Мангейма. В 2005 году был построен новый минарет, который стал на три метра выше предыдущего.
В период с 1995 по 2008 год, около 250 тыс. человек приняли участие в экскурсиях по мечети.

## Архитектура
Мечеть Явуз Султан Селим стоит в восточной части Юнгбуша, недалеко от церкви Пресвятой Богородицы. Мечеть имеет купол и 35-метровый минарет. Вокруг мечети стоят два здания, из которых по лестницам можно попасть в мечеть. На первом этаже расположены магазины, конференц-зал, классные комнаты и место для совершения ритуального омовения.
Две лестницы ведут на второй этаж в мужской молитвенный зал. Зал может вместить до 3 000 человек. Люстра в форме тюльпана подарена христианской и еврейской общинами.